# Oggetto (filosofia)
Il concetto di oggetto viene introdotto nella filosofia dai filosofi della scolastica (Tommaso d'Aquino, Duns Scoto, Guglielmo di Ockham) per designare il contenuto di un atto intellettuale o percettivo, considerato come entità distinta e logicamente contrapposta al soggetto.

## Etimologia
L'etimologia rivela che il significato attuale di oggetto, come realtà materiale distinta e diversa dal soggetto, entità razionale, è il risultato di un capovolgimento rispetto al primitivo significato per cui l'oggetto era il contenuto di un atto razionale e il soggetto l'essenza della realtà.
I latini infatti tradussero con "ob-iectum", letteralmente "gettato davanti", "posto di fronte" ciò che Aristotele indicava come ἀντικείμενον ("anti-kèimenon"), cioè l'opposto di ὐποκείμενον ("ipo-kèimenon"), termine questo che voleva indicare "ciò che è posto sotto" il sostrato, la sostanza, l'essenza del reale. 
Quest'ultimo termine, upokèimenon, fu tradotto in latino con la parola sub-iectum, da cui l'italiano "soggetto".

## Storia del concetto

### Aristotele
Lo antikeimènon sta ad indicare per Aristotele sì gli "oggetti", ma intesi non come realtà materiali, ma esattamente l'opposto dello upokèimenon, il sostrato reale: come i contenuti del pensiero, i concetti contenuti nella razionalità.
Al contrario faceva riferimento alla realtà oggettiva, materiale, lo upokèimenon, il sostrato materiale che acquistò nella traduzione latina di subiectum il significato opposto: il soggetto, la razionalità, la spiritualità, l'entità contrapposta alla oggettività materiale.

### La scolastica
Con il valore di un contenuto (antikèimenon) di un atto razionale il termine oggetto viene usato dagli scolastici medioevali Tommaso d'Aquino, Duns Scoto, Guglielmo di Ockham, i quali specificatamente intendono l'oggetto come ciò che viene preso in considerazione da un'attività intellettuale o sensoriale, una realtà esterna che entra nell'ambito intellettuale e percettivo. Così ad esempio Guglielmo di Ockham parlando degli universali dirà che essi sono esseri "oggettivi" volendo intendere che non hanno una realtà materiale ma rientrano nell'attività dell'anima. Ciò che esiste realmente invece sono gli "esseri soggettivi" (upokèimenon) come soggetti a cui attribuire vari e molteplici predicati.

### Da Cartesio a Kant
Il significato che noi oggi comunemente diamo al termine oggetto come realtà esterna al soggetto è relativamente recente nella storia del pensiero: esso risale al XVII secolo quando con Cartesio la parola oggetto viene intesa come realtà esterna su cui si confronta l'attività del soggetto pensante. Il dubbio scettico che mette in discussione la corrispondenza del pensiero alla realtà è risolto. L'idea chiara e distinta, evidente, troverà inevitabilmente la sua verità nella corrispondenza con l'oggetto materiale. Siamo di fronte a due mondi distinti e separati: quello della soggettività, la res cogitans, e quello dell'oggettività, della materia, la res extensa.
Anche nel sistema materialistico di Thomas Hobbes l'oggetto indica senza dubbio il corpo materiale che tramite il moto genera l'attività sensibile e intellettuale del soggetto.
Nella filosofia kantiana l'oggetto viene percepito tramite le funzioni trascendentali del soggetto capaci di discriminare, identificare nello spazio e nel tempo, l'oggetto. Anzi, invero noi cogliamo dell'oggetto esterno solo il suo aspetto fenomenico, apparente, poiché la sua vera realtà, la cosa in sé ci sfugge. L'attività del soggetto pensante è puramente formale: l'oggetto permane come entità estranea al pensiero del soggetto ("appercezione trascendentale").

### L'idealismo tedesco
Nella filosofia idealistica di Fichte ritorna invece il significato originario di oggetto. Nella visione idealistica di una realtà non più fattuale ma attuale, l'oggetto trova la sua realtà nell'attività del soggetto. L'attività del pensiero diventa un principio costitutivo della realtà. "Ogni fatto rimanda all'atto che lo pone". Nell'iniziale atto di autocoscienza, "io sono io", presupposto iniziale di ogni conoscenza, assistiamo alla perfetta identità dell'io soggetto pensante con l'io oggetto pensato in uno stesso punto (unione immediata). Ma in fondo l'oggettività scompare di fronte alla preminenza dell'atto di pensiero. L'oggetto, il non-io si riduce al risultato dell'"immaginazione produttiva" dell'Io assoluto che finge una realtà estranea a lui per esercitare la sua assoluta libertà. L'oggetto risulta così totalmente assorbito dal soggetto al punto da non poter distinguere l'uno dall'altro.
Finalmente con Hegel si chiariscono i termini del problema: "tutto ciò che è razionale è reale e tutto ciò che è reale è razionale". La razionalità si deve confrontare con la realtà per essere vera e corrispondentemente la realtà è quella che viene intesa e definita dalla razionalità. Non esiste nulla nella realtà oggettiva che il pensiero non possa elaborare intellettualmente. Il rapporto quindi tra soggetto e oggetto si basa sulla loro reciproca distinzione tra ciò che riguarda l'attività razionale e l'oggettiva materialità, ma tra questi due termini non c'è più contrapposizione ma complementarità. Il soggetto è tale perché può relazionarsi con l'oggetto e questo è quello che è perché c'è un soggetto che lo prende in considerazione. Con Hegel, diversamente da Fichte, soggetto e oggetto non sono più uniti immediatamente e indissolubilmente, ma posti in un rapporto di reciprocità tramite l'opera mediatrice della ragione.
In altri termini, mentre in Fichte la ragione si limitava a riconoscere (ma non a riprodurre) l'atto creativo con cui il soggetto pone l'oggetto, in Hegel invece la ragione stessa si arroga il diritto di stabilire cosa è oggettivo e cosa non lo è.